# US Boulogne
Az Union Sportive de Boulogne-sur-Mer Côte d'Opale, röviden US Boulogne, egy francia labdarúgócsapat, melynek székhelye, a Franciaország északi részén fekvő Boulogne-sur-Mer városában található. Az 1898-ban alapított együttes a Championnat National tagja.

## Története
1898. decemberében egy fiatal atlétákból álló társaság hozta létre az egyesületet, melynek sporttevékenysége eleinte inkább az atlétikára irányult. Néhány évvel később azonban a labdarúgás már külön szakosztállyal rendelkezett. 1935-től 1939-ig tartott a csapat első professzionális időszaka, de a világháború végeztével visszaminősítették magukat amatőr státuszba. 1959-ben sikerült újra profi együttessé válniuk, viszont 1979-ben a klub eladósodott és a Francia labdarúgó-szövetség kizárta a profi bajnoki küzdelmekből. 1994-ig tulajdonos és befektető váltások sora tépázta az amúgy is nehéz helyzetben lévő Boulogne-t, végül a város önkormányzata mentette meg őket a teljes csődtől. 2007-ben feljutottak a Ligue 2-be és azóta újra profiként indulhatnak a bajnoki küzdelmekben.

## Játékoskeret
2016. január 19-től
| #  |     | Poszt | Név                                    |
| -- | --- | ----- | -------------------------------------- |
| 1  | FRA | K     | Michaël Fabre                          |
| 16 | FRA | K     | Thomas Navaux                          |
| 40 | FRA | K     | Geordan Dupire                         |
| 2  | FRA | V     | Rémi Bonenfant                         |
| 4  | TOG | V     | Sénah Mango                            |
| 14 | FRA | V     | Thierry Argelier                       |
| 15 | FRA | V     | Lucas Rougeaux (kölcsönben a Nice-től) |
| 18 | FRA | V     | Rémi Duterte                           |
| 20 | FRA | V     | Cédric Fabien                          |
| 21 | FRA | V     | Éric Vandenabeele                      |
| 31 | FRA | V     | Mickaël Borger                         |
| 5  | FRA | KP    | Tony Mauricio                          |
| 6  | FRA | KP    | Damien Fachan                          |

| #  |     | Poszt | Név                                    |
| -- | --- | ----- | -------------------------------------- |
| 7  | FRA | KP    | Stéphen Vincent                        |
| 8  | FRA | KP    | Pierre Ducasse                         |
| 11 | FRA | KP    | Alexis Araujo (kölcsönben a Lille-től) |
| 17 | FRA | KP    | Teddy Teuma                            |
| 19 | FRA | KP    | Lucas Daury                            |
| 25 | SEN | KP    | Joseph Lopy                            |
| 27 | MTQ | KP    | Dominique Pandor                       |
| 29 | FRA | KP    | Simon Hébras                           |
| 33 | FRA | KP    | Ibrahim Sacko                          |
| 9  | FRA | CS    | Fobida Danso                           |
| 13 | CIV | CS    | Guy-Roland Niangbo                     |
| 28 | FRA | CS    | Grégory Thil                           |
| 32 | FRA | CS    | Moktar Keita                           |

## Edzők listája
| - Blaud 1936–1937 - Ernest Payne 1937–1938 - François Bourbotte 1950–1956 - Jean Prouff 1956–1958 - Roger Meerseman 1959–1961 - Jean-Marie Prévost 1961–1962 - André Cheuva 1962–1966 - Angelo Grizzetti 1966–1967 - Ernest Schultz 1967 - Jean Laune 1967–1969 - Ramon Muller és Jean Aubert 1969 - Daniel Langrand 1969–1973 - André Pruvost 1973 - Léon Deladerrière 1973 - Jacques Favre 1973–1974 - Célestin Oliver 1974–1975 - Henri-Gérard Augustine 1975 - Daniel Langrand 1975–1976 - Daniel Langrand és "Doudou" Douglas 1976–1979 - "Doudou" Douglas 1979–1982 - Bernard Soulliez 1982–1986 - Gilbert Zoonekynd 1986–1988 | - André Bodji 1988–1989 - Edmond Baraffe 1989–1990 - Bernard Soulliez 1990–1992 - Richard Ellena 1992–1994 - Pascal Langlois 1994–1996 - Bruno Dupuis 1996–1997 - Alex Dupont 1997–1998 - Robert Dewilder 1998–1999 - Bruno Dupuis 1999–2001 - Jacky Colinet 2001–2003 - Pascal Langlois 2003 - Bobby Brown 2003–2004 - Bruno Dupuis 2004 - Philippe Montanier 2004–2009 - Laurent Guyot 2009-2010 - Michel Estevan 2010–2011 - Pascal Plancque 2011-2012 - Georges Tournay 2012–2013 - Stéphane Le Mignan 2013–2016 - Alain Pochat 2016– |

## Híres játékosok
| - N’Golo Kanté - Lucien Leduc - Daniel Moreira - Franck Ribéry - Grégory Thil - Laurent Agouazi - Jawad El Hajri - Mustapha Yatabaré - Kévin Bru - Diafra Sakho | - Zargo Touré - Ovidy Karuru |